# Juiz classista
Juiz classista é o juiz leigo, não togado, isto é, não necessariamente formado em Direito, que é escolhido pelos sindicatos de trabalhadores e de empregadores para um mandato temporário na Justiça do Trabalho.
Este tipo de juiz não é mais admitido no ordenamento jurídico brasileiro, tendo sido extinto por emenda constitucional. Como disposto no art. 2 dessa emenda, o mandato dos atuais ministros classistas do TST, dos TRTs e das Juntas de Conciliação e Julgamento foi assegurado.
Atualmente, encontra-se em debate no STF, sob o Recurso Ordinário em Mandado de Segurança (RMS 25841), a possibilidade de os aposentados da categoria receberem o auxílio-moradia concedido aos juízes trabalhistas togados (de carreira), bem como qual seria o universo de classistas beneficiados com esse auxílio. Nesse último ponto, a discussão é se somente classistas aposentados anteriormente à Lei 9.655/98 poderiam receber o benefício.